# Tonhöjd

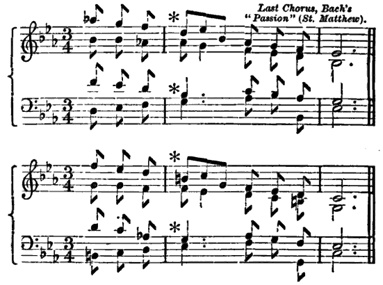
På ett notblad indikerar noternas olika vertikala positionerna olika tonhöjder.

Tonhöjd är upplevd frekvens eller svängningstal av en ton från en svängningskälla, till exempel ett musikinstrument eller den mänskliga rösten. Människan uppfattar en ton med högre frekvens som högre belägen. Även synonymen pitch förekommer i vardagliga sammanhang, och verbet pitcha innebär i sammanhanget att ändra tonhöjd, vanligen uppåt. Det används särskilt i tekniska sammanhang som ljud- och musikproduktion.